# Psorophora ochripes
Psorophora ochripes är en tvåvingeart som först beskrevs av Macquart 1850.  Psorophora ochripes ingår i släktet Psorophora och familjen stickmyggor. Inga underarter finns listade i Catalogue of Life.